# Алацкиви
А́лацкиви,  также за́мок А́латскиви (эст. Alatskivi loss, нем. Schloss Allatzkiwwi) — рыцарская мыза (имение) в Эстонии. Расположена на территории посёлка Алатскиви, волость Алатскиви, уезд Тартумаа. Господский особняк (замок) построен во второй половине XIX века в неоготическом стиле. Согласно историческому административному делению, мыза относилась к приходу Кодавере. В годы Российской империи находилась на территории Лифляндской губернии и относилась к Коддафер-Аллацкивскому приходу.

## История мызы
Мыза Алацкиви впервые упоминается в документах 1601 года (Hof Alleskiue). Первоначальное главное здание мызы (господский особняк) было построено в конце XVI века. В 1628 году король Швеции Густав II Адольф подарил мызу своему секретарю Юхану Адлеру Сальвиусу. В 1642 году мыза перешла землевладельцу Йоахиму Кронману. Впоследствии мыза неоднократно передавалась по наследству, дарилась и сдавалась в аренду. Одним из хозяев мызы был Иоганн Врангель. В 1753 году замок перешёл семье Штакельбергов, в 1870 году — семье Нолькенов. В 1880—1885 годах барон Арвед Георг фон Нолькен перестроил замок по собственному дизайну в стиле шотландских баронов по образцу резиденции королевы Виктории ― замка Балморал в Шотландии, который он посетил в 1875 году.
В 1919 году, в ходе земельной реформы, замок был национализирован и передан в ведение Министерства сельского хозяйства. Он служил школой, казармой пограничников, конторой правления колхоза и машинно-тракторной станцией.

## Замок (главное здание)
Замок Алатскиви возведён недалеко от озера Алатскиви. Оно имеет асимметричный план: одно его крыло больше другого, одно имеет один этаж, другое — два.
Крупная реконструкция, в результате которой замок приобрёл свой изначальный вид, была выполнена в 2005—2011 годах. Пять комнат на первом этаже были отданы под музей Эдуарда Тубина. В замке проводятся разнообразные встречи, конференции, семинары, для чего оборудованы три зала вместимостью 60—120 мест, есть ресторан и возможность переночевать 8 гостям в гостиничных номерах-люкс. В подвале замка находится выставка восковых фигур людей, некогда живших здесь.
В 1997 году внесён в Государственный регистр памятников культуры Эстонии; при инспектировании 13 марта 2024 года находился в плохом состоянии.

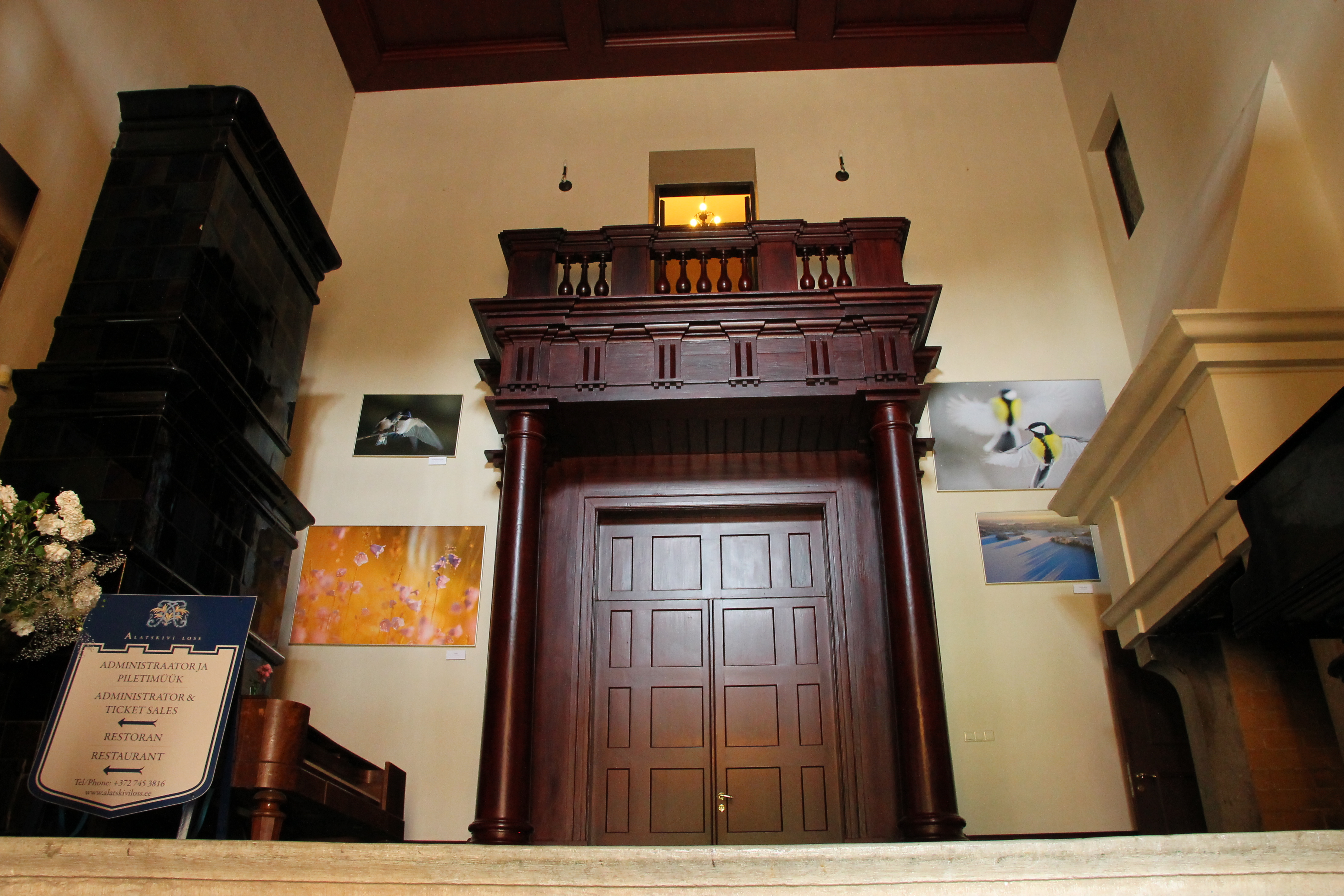
Главный вход в замок
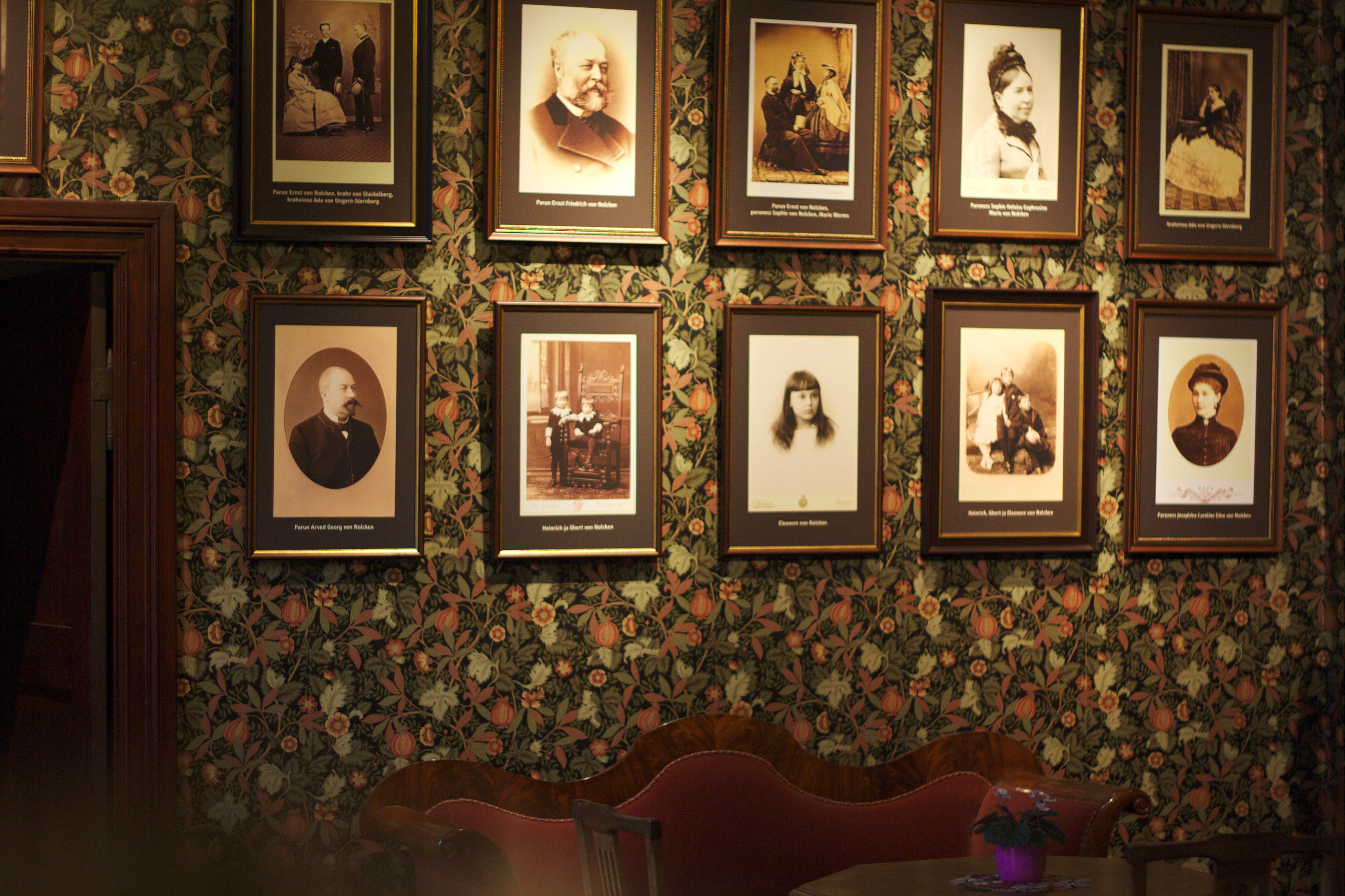
Галерея фотографий членов рода Нолькен
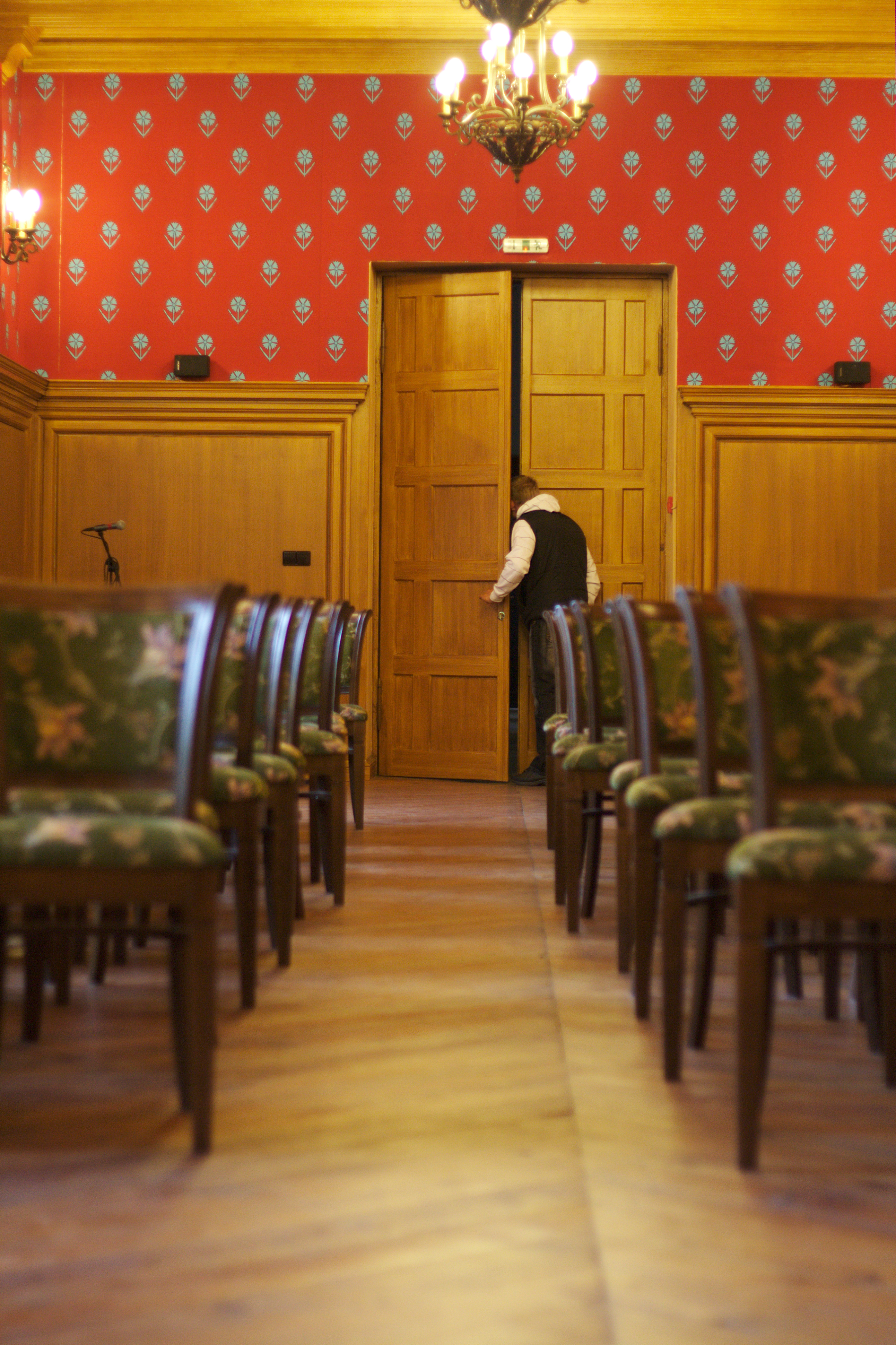
Зал
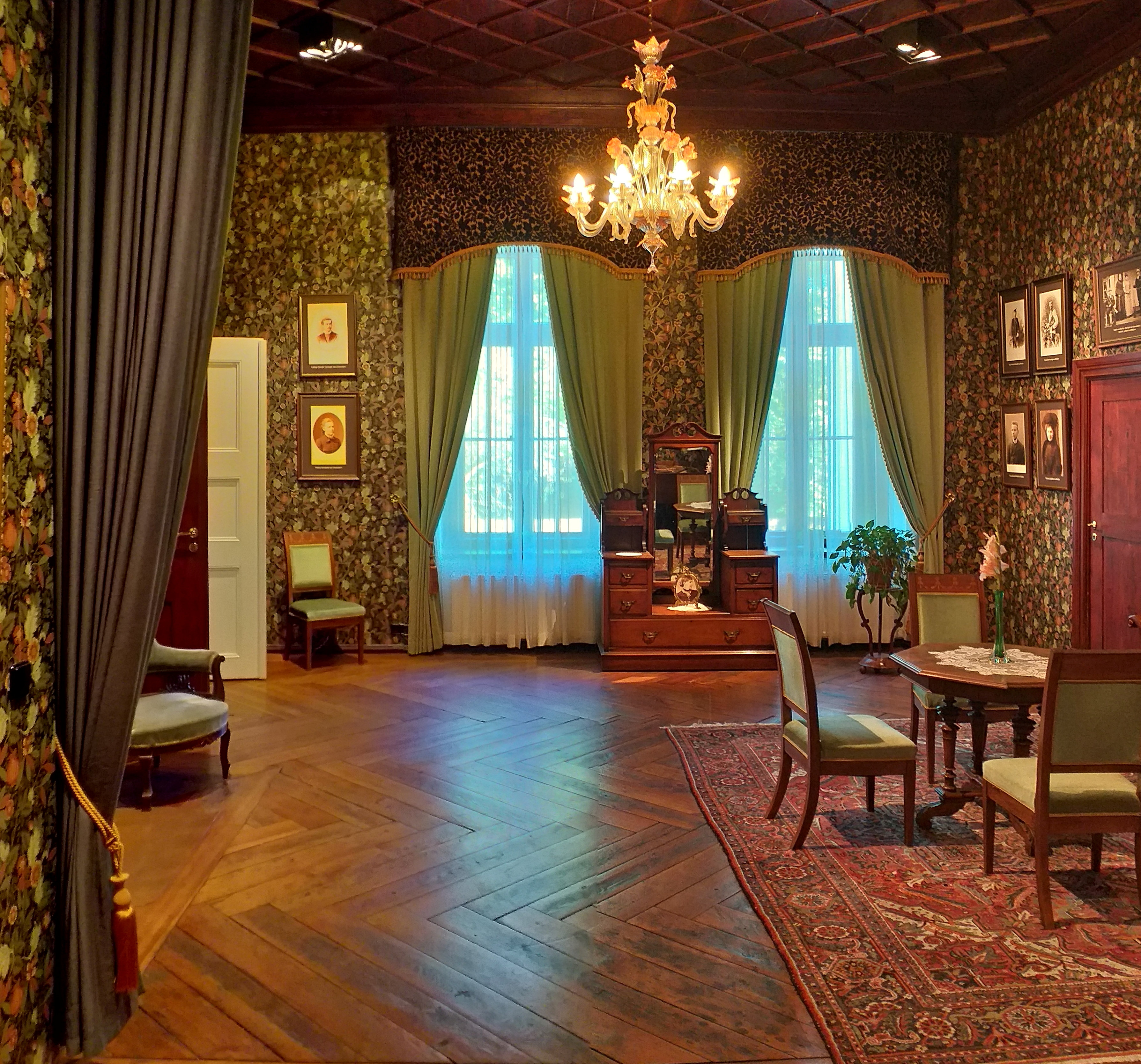
Салон
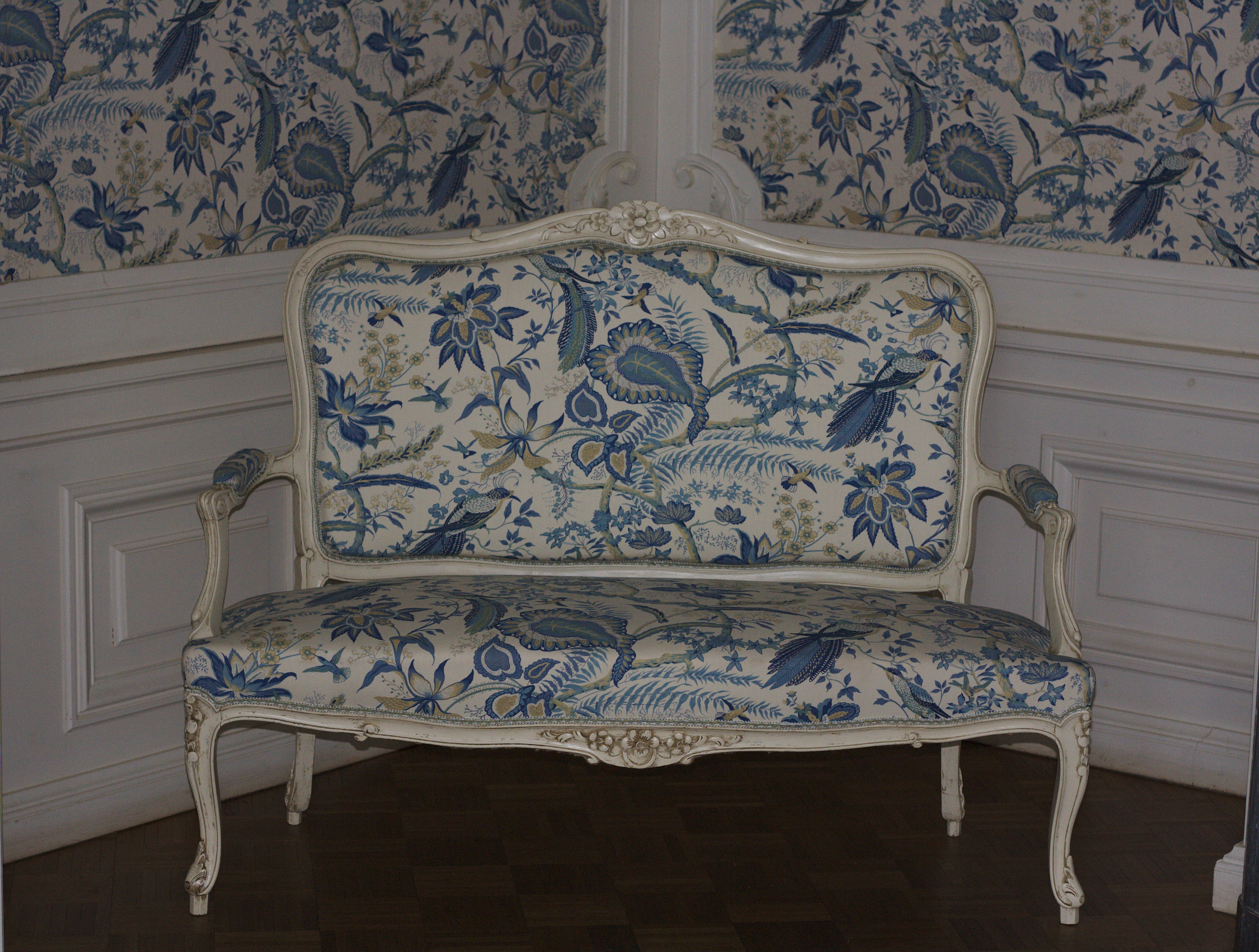
Диван в замке

## Мызный комплекс
Вокруг замка расположено 41 небольшое вспомогательное здание (исторически их было 57: прачечная, кухня, конюшни, сараи, мельница, церковь, кладбище и другие), парк вокруг замка занимает 130 гектаров и является самым большим парком уезда Тартумаа. Основные деревья: дубы, ясени, клёны, ольха, вдоль прилегающей дороги высажены липы; помимо озера, в парке выкопаны два небольших пруда. В парке стоит скульптура мифологического богатыря Калевипоэга, ранее там также стояла копия скульптуры Аполлона Бельведерского, но ныне она перемещена в парк Кадриорг, Таллин.

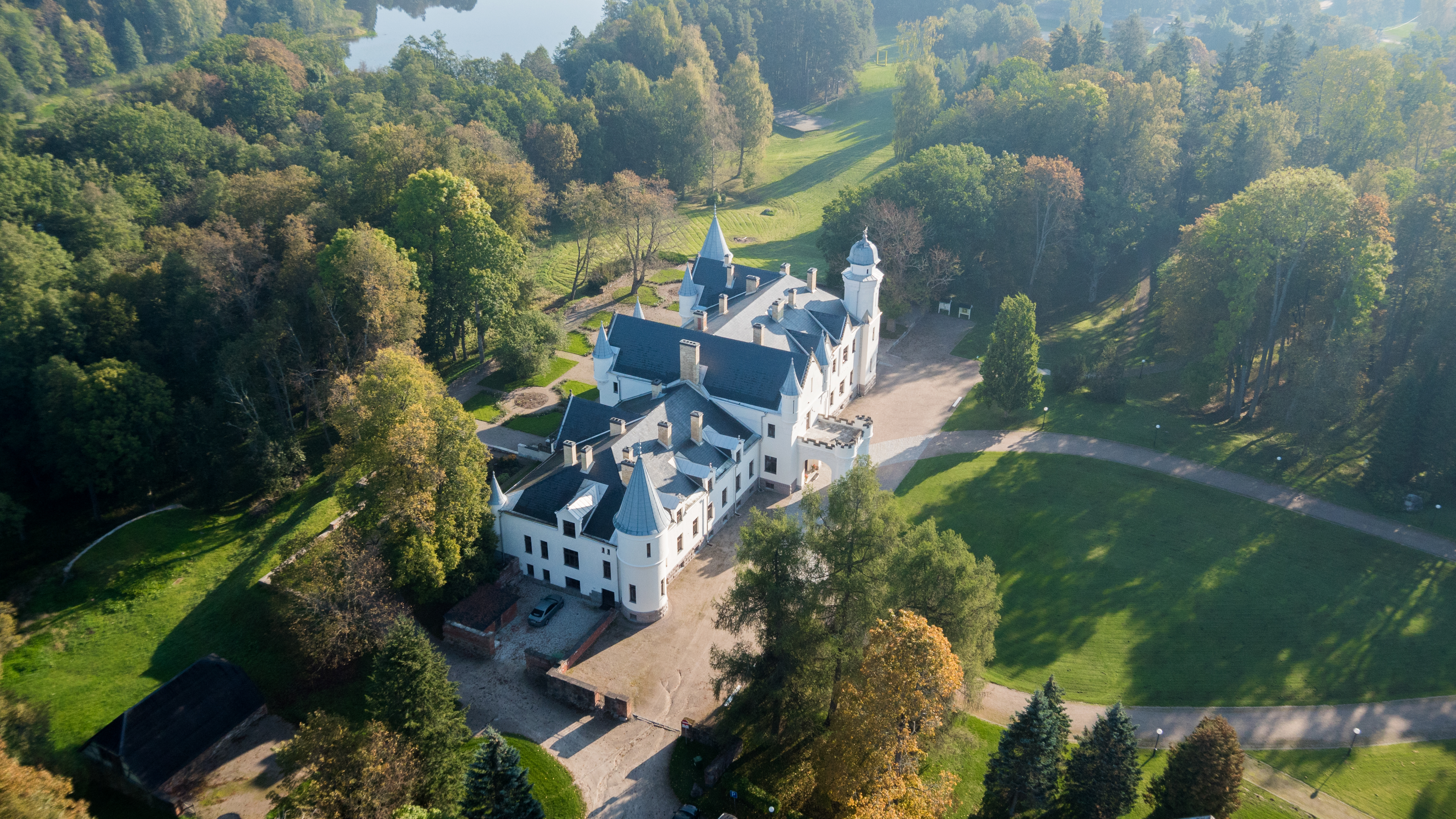
Вид с воздуха на юго-западный угол замка

В Государственный регистр памятников культуры Эстонии внесены 17 объектов мызного комплекса Алатскиви:
- главное здание,
- мызный парк[13],
- ограда замка с привратным строением[14],
- дом управляющего[15],
- дом для служащих[16],
- три дома для батраков[17][18][19],
- вспомогательное строение для батраков[20],
- хозяйственное строение[21],
- баня[22],
- прачечная[23],
- конюшня[24],
- кузница[24],
- хлев[25],
- амбар-сушильня[26],
- сырный погреб[27].

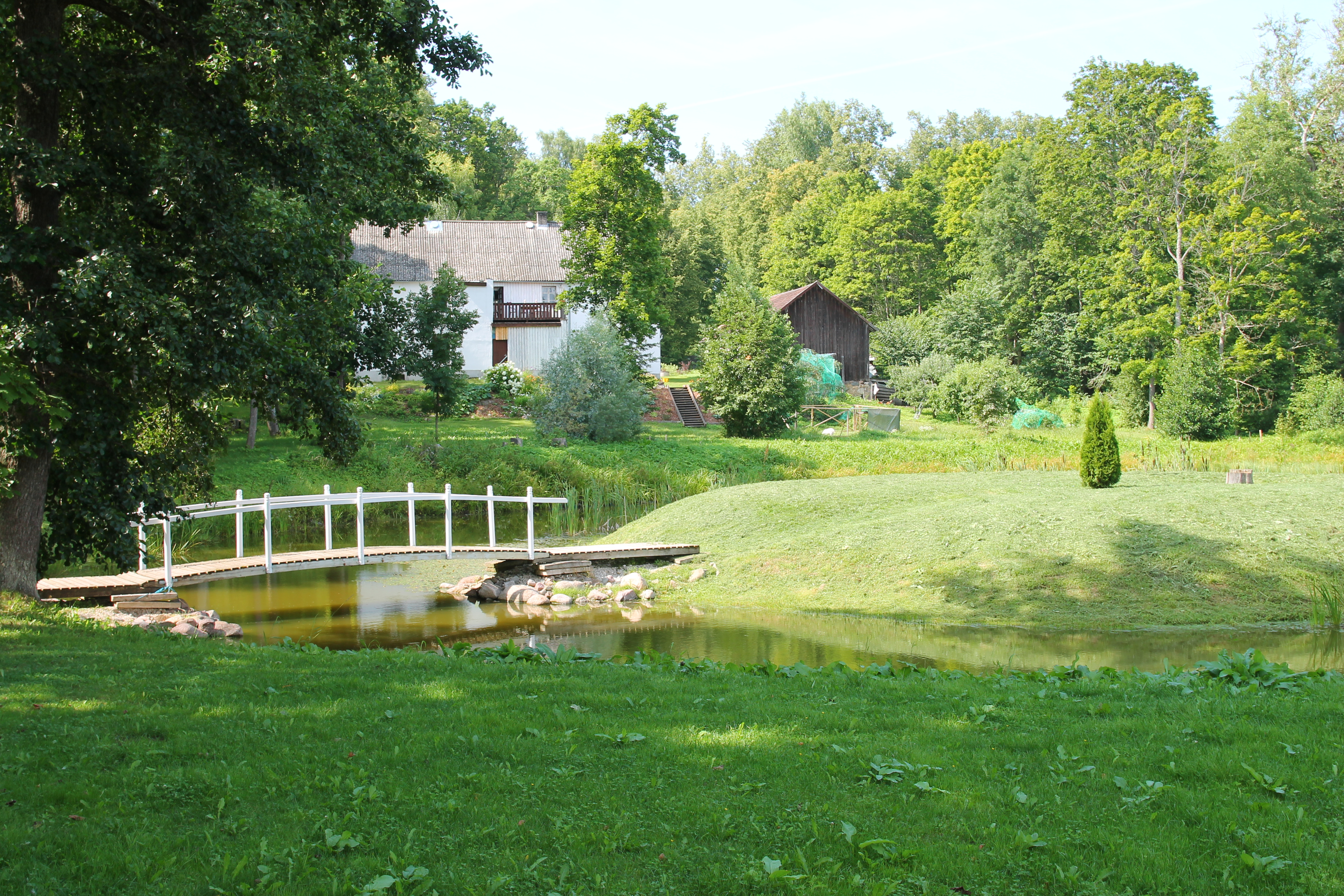
Парк
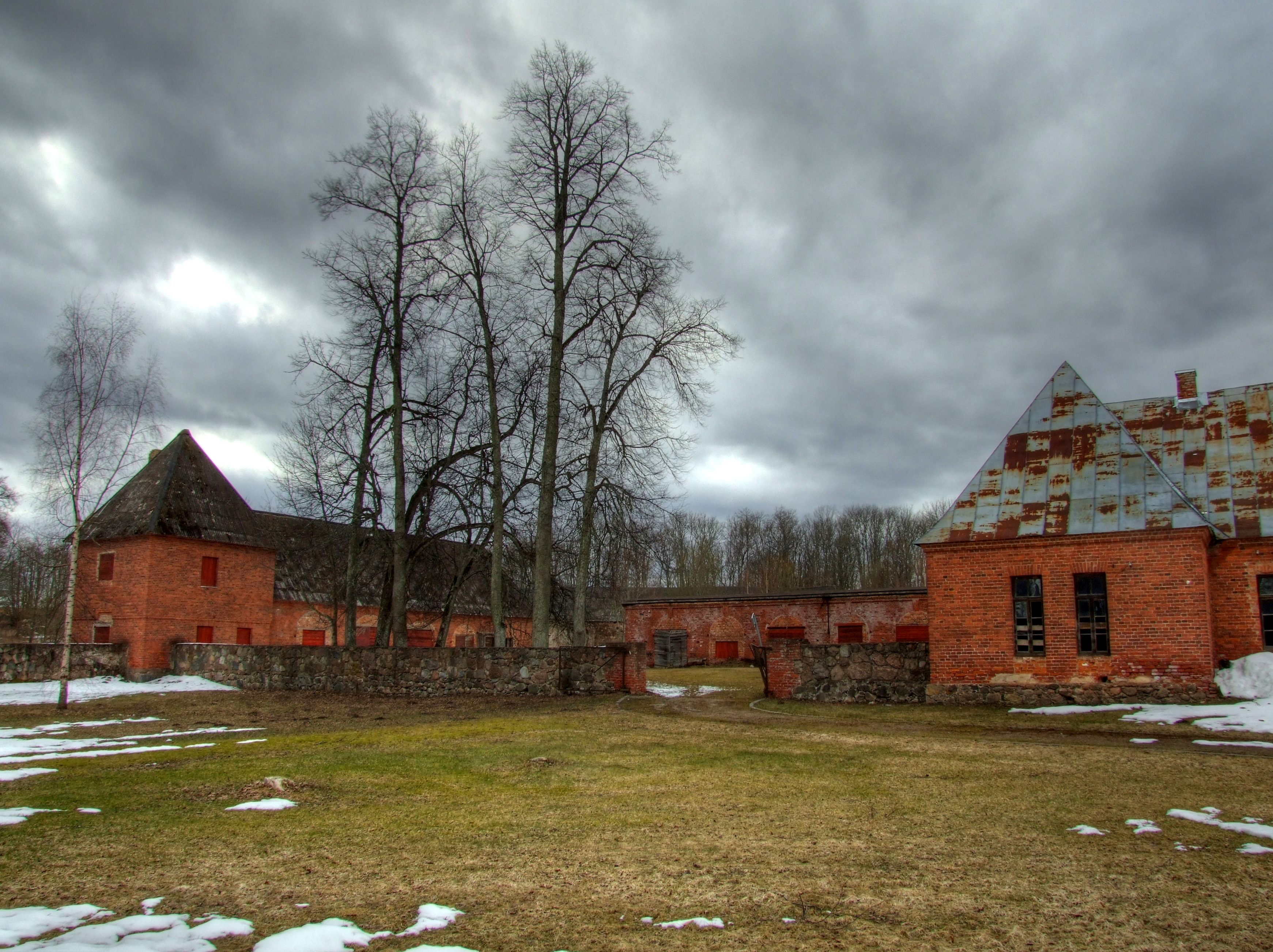
Конюшня
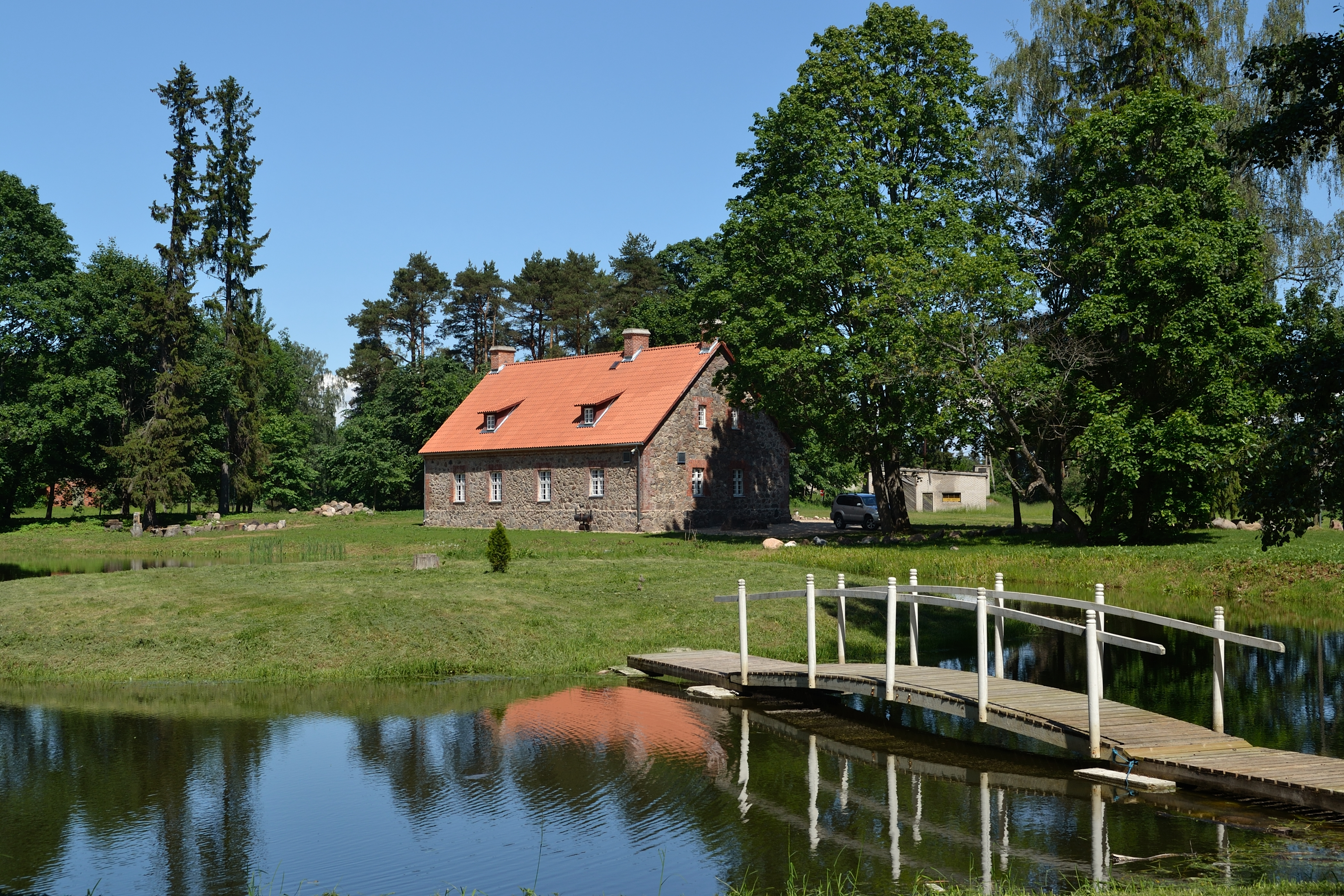
Кузница
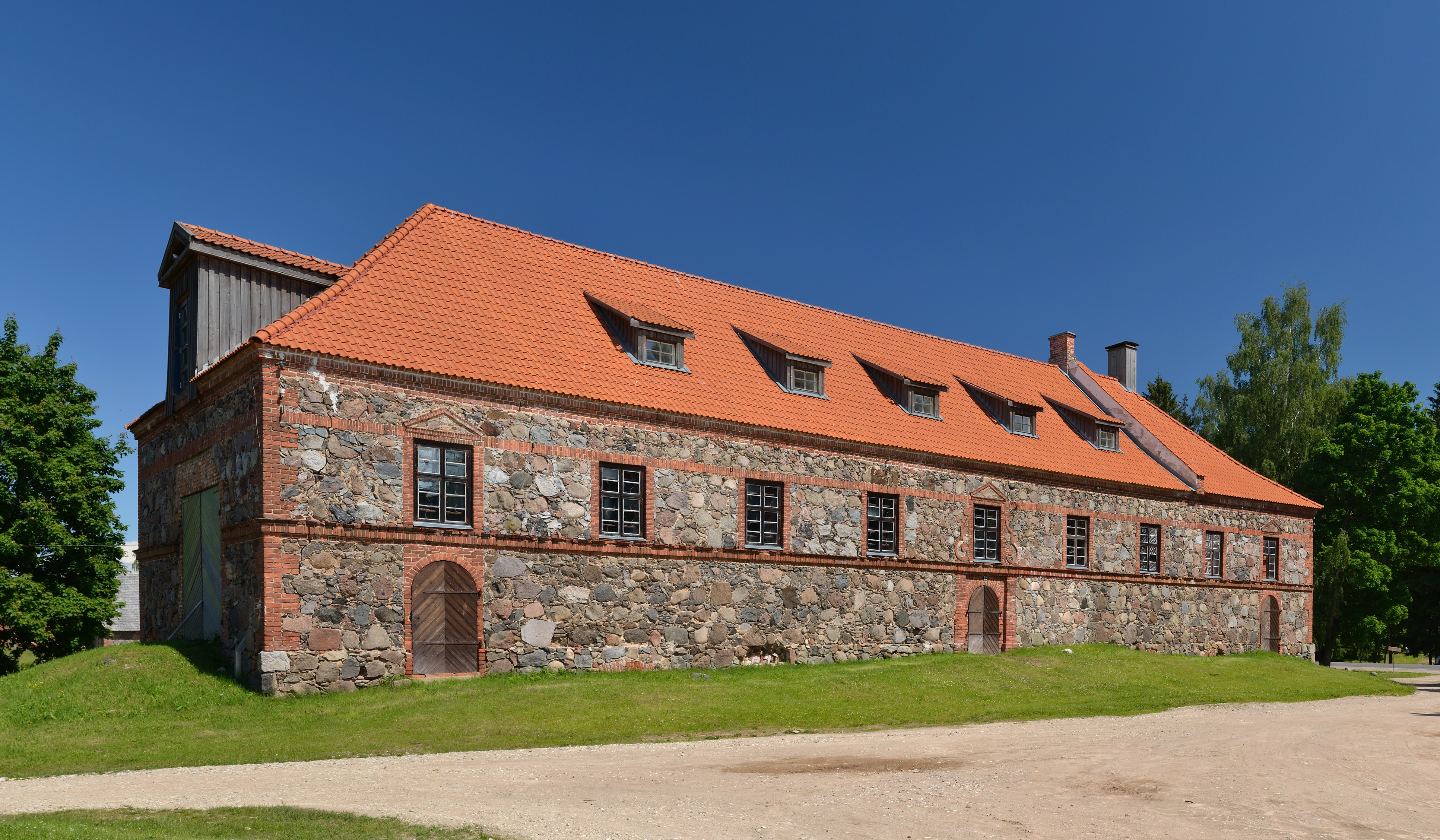
Амбар-сушильня
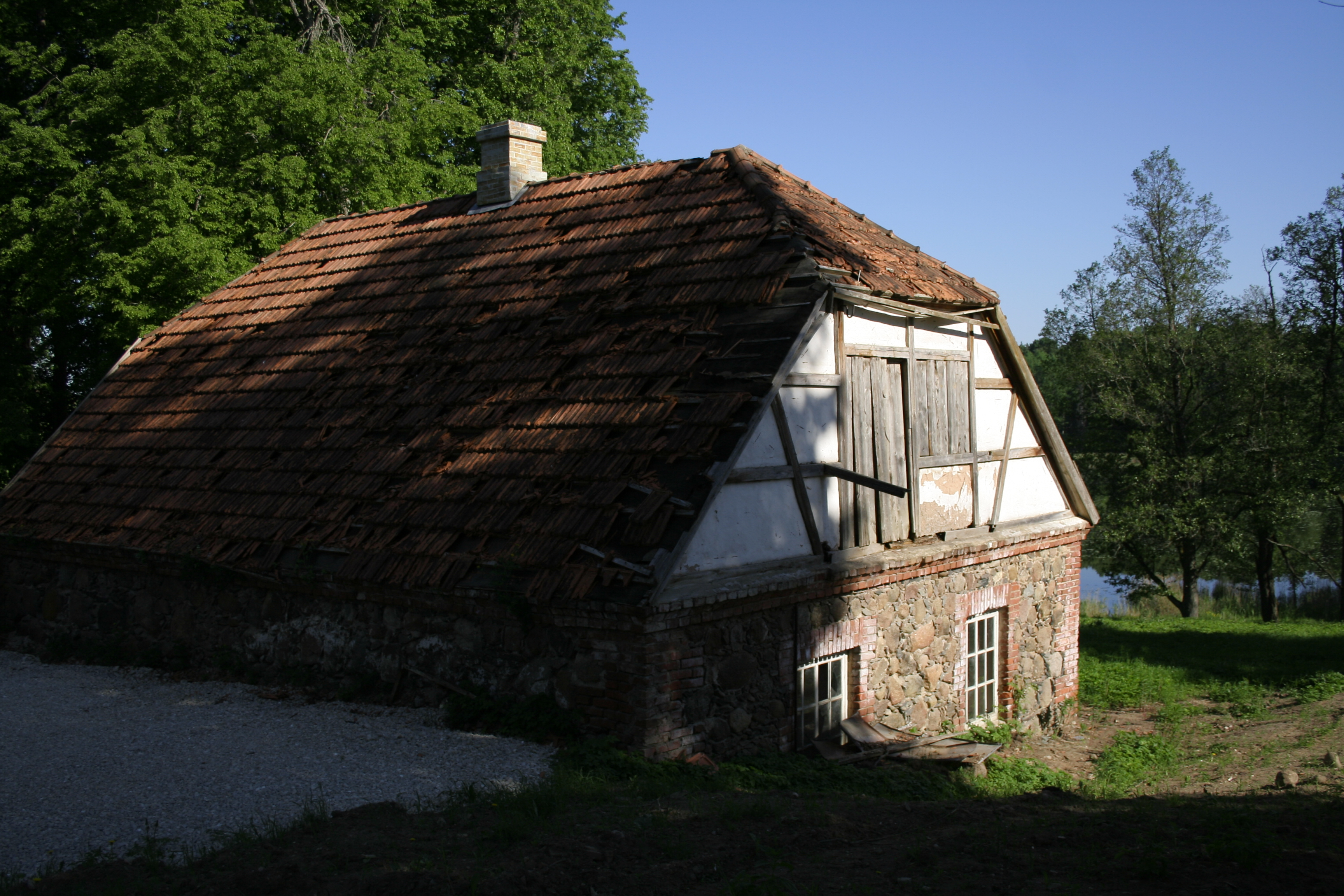
Сырный погреб